# Varoviste
Varoviste (macedónul: Варовиште) település Észak-Macedóniában, a Északkeleti körzetben, Kriva Palanka községben.

## Népesség
| Lakosok száma | 213  | 231  | 192  | 186  | 144  | 94   | 108  | 87   | 69   |
|               | 1948 | 1953 | 1961 | 1971 | 1981 | 1991 | 1994 | 2002 | 2021 |

- 2002-ben 87 lakosa volt, akik mindannyian macedónok.